# فلاديمير أشكنازي
فلاديمير ديفيدوفيتش أشكنازي (Vladimir Davidovich Ashkenazy) ((الروسية: Владимир Давидович Ашкенази)، وُلِد فلاديمير ديفيدوفيتش أشكنازي (Vladimir Davidovič Aڑkenazi) في 6 يوليو عام 1937) وهو مايسترو وعازف بيانو روسي أيسلندي. وقد كان مواطنًا من أيسلندا منذ عام 1972، وهي دولة ميلاد زوجته بورن (Þórunn). وقد أقام هو وعائلته في ميجن (Meggen) بالقرب من لوسيرن (Lucerne) في سويسرا منذ عام 1978؛ بسبب التزاماته الكثيرة بأوروبا. وهو حاليًا المايسترو الرئيسي والمستشار الفني لأوركسترا سيدني (Sydney Symphony Orchestra).

## حياته
وُلِد أشكنازي بغوركي (Gorky)، الاتحاد السوفيتي (الآن نيجني نوفغورود (Nizhny Novgorod)، روسيا)، لعازف البيانو والمُلحن ديفيد أشكنازي، والممثلة يفستوليا جريجوريفنا (Yevstolia Grigorievna)، وُلِد بلوتنوفا (Plotnova). كان أبوه يهوديا وأمه ابنة عائلة من الفلاحين الروس التابعينأرثوذكسي.
بدأ العزف على البيانو في سن السادسة، ومُظهِرًا موهبةً مذهلةً، تم قبوله في مدرسة الموسيقى المركزية في سن الثامنة للدراسة مع أنايدا سمباتيان (Anaida Sumbatyan). تخرَّج أشكنازي من كونسرفاتوار موسكو حيث درس مع ليف أوبرين (Lev Oborin) وبوريس زمليانسكي (Boris Zemliansky)، فائزًا بالجائزة الثانية في مسابقة بيانو شوبين الدولية في وارسو عام 1995، والجائزة الأولى في مسابقة الملكة إليزابيث الموسيقية في بروكسل عام 1956. شارك الجائزة الأولى عام 1962 في مسابقة تشايكوفسكي الدولية مع العازف البريطاني جون أوجون (John Ogdon). وكطالب، مثل العديد في هذه الفترة، تعرض لمضايقات من قِبل لجنة أمن الدولة (KGB) ليصبح «مخبرًا.» ولم يتعاون حقًا، وعلى الرغم من ضغط السُلُطات، تزوج عام 1961 من بورن جونسدوتير (Þórunn Jóhannsdóttir) المولودة بأيسلندا، التي درست البيانو في كونسرفاتوار موسكو. ولتتزوج من أشكنازي، أُجبرت بورن على التخلي عن جنسيتها الأيسلندية وأن تعلن إنها تريد العيش في اتحاد الجمهوريات الاشتراكية السوفيتية.
بعد العديد من الإجراءات البيروقراطية، وافقت السُلُطات السوفيتية لمراتٍ عديدةٍ على ذهاب أشكنازي إلى الغرب للعروض الموسيقية، وليزور والديه بالتبني وحفيدهم الأول، ولكن في عام 1963 قرر أشكنازي أن يترك اتحاد الجمهوريات الاشتراكية السوفيتية بشكلٍ دائم؛ لإنشاء مكان إقامة أولاً بلندن حيث عاش والدا زوجته.
انتقل أشكنازي مع زوجته إلى أيسلندا عام 1968، وأصبح مواطنًا أيسلنديًا في 1972. في عام 1978، انتقل الزوجان مع خمسة أطفال (فلادمير ستيفان، نادية ليزا، ديميتري ثور، سونيا إيدا، وألكسندرا إنجا) إلى سويسرا.

## الحياة العملية
أشتهر فلاديمير أشكنازي بأدائه الرومانسية ومُلحني الروسية.
وسجل عمل باخ (Johann Sebastian Bach) مقطوعة الآلة الموسيقية (The Well-Tempered Clavier)؛ 24 مُقدمة وفوغا الكاملة شوستاكوفيتش (Dmitri Shostakovich)؛ والسوناتات كاملة بيتهوفن، وسكريابن (Alexander Scriabin)؛ الأعمال الكاملة للبيانو رخمانينوف (Sergei Rachmaninoff)، شوبن (Frédéric Chopin) وشومان (Robert Schumann)؛ وسبعًا من ليسزت (Franz Liszt) 12 دراسات تجاوزية (12 Transcendental Études) وقد سجل أيضًا حفلات البيانو الموسيقية موزارت (Wolfgang Amadeus Mozart) (يقود الموسيقيين من لوحة مفاتيح مع أوركسترا الفيلهارموني)؛ بيتهوفن (مع أوركسترا شيكاغو بقيادة السير جورج سولتي (Georg Solti)؛ مع زوبين ميهتا (Zubin Mehta) وأوركسترا فيينا؛ وقيادة البيانو مع أوركسترا كليفلاند)؛ برامز (Johannes Brahms) (رقم 1 مع برنارد هايتينك (Bernard Haitink) وأوركسترا كونسيرتجيبوف (Royal Concertgebouw Orchestra)؛ ورقم 2 مع برنارد هايتينك وأوركسترا فيينا)؛ بارتوك (مع جورج سولتي وأوركسترا لندن)؛ بروكوفييف (مع أندريه بريفن (André Previn) وأوركسترا لندن)؛ ورحمانينوف (مع أندريه بريفن وأوركسترا لندن، ومع برنارد هايتنك وأوركسترا كونسيرتجيبوف). في العروض العامة، عُرِف أشكنازي برفضه لربطة العنق وزر القميص لصالح الياقة البيضاء؛ وللركض (ليس السير) على خشبة المسرح والكواليس إلى البيانو. وقد عزف وسجل أيضًا الموسيقى الكلاسيكية.
تفرع أشكنازي إلى قيادة الموسيقيين في منتصف الطريق خلال سيرته كعازف بيانو. وقد أرتفع شأنه لتسجيلاته لأعمال أوركسترا سيبيليوس (Jean Sibelius)، ورخمانينوف، وبروكوفييف، وشوستاكوفيتش، وسكريابن، وريتشارد شتراوس، وسترافينسكي (Igor Stravinsky).
وكان المايسترو الرئيسي للأوركسترا الملكي (Royal Philharmonic Orchestra) منذ عام 1987 حتى عام 1994، والمايسترو الرئيسي لأوركسترا التشيك منذ عام 1998 حتى عام 2003. أصبح المدير الموسيقي لأوركسترا سيمفونية NHK في 2004.
بجانب هذه الوظائف، يُعد أشكنازي المايسترو القدير لأوركسترا الفيلهارموني (Philharmonia Orchestra)، ومايسترو قدير لأوركسترا أيسلندا، والمدير الموسيقي لأوركسترا شباب الاتحاد الأوروبي، حيث كان يؤدي معها بانتظام.
وقد ظهر أشكنازي في العديد من أفلام كريستوفر نوبن (Christopher Nupen) الموسيقية، قائدًا مقتطفات للمحة الملحن، بما في ذلك أوترينو ريسبيغي، وبيتر إليتش تشايكوفسكي ويؤديها على البيانو.
نجح جيانلويجي جيلميتي كرئيس قائد الفرقة الموسيقية والمدير الفني لأوركسترا سيدني في يناير عام 2009.
وقد عمل على التوزيع الموسيقي الخاص به للحن البيانو ثلاثي الأجزاءموسورجسكي المتواضع (Modest Mussorgsky) صورة في معرض (1982)
وقد أُنتِجت أسطوانة مدمجَة عن عمله سُميت «فن أشكنازي»، ونُشِرت سيرة أشكنازي الذاتية «ما وراء الحدود».

## الجوائز ومظاهر التكريم
- عام 1955 مسابقة بيانو شوبين الدولية، وارسو (الجائزة الثانية)[9]
- عام 1956 مسابقة الملكة إليزابيث الموسيقية للبيانو، بروكسل
- عام 1962 مسابقة تشايكوفسكي الدولية، موسكو
- عام 2000 جائزة مواطنة هانو أر إيلينبوجن، مع أوركسترا التشيك التي تقود الحشد
- الرئيس الحالي لمجتمع رخمانينوف.

جائزة جرامي لأفضل عزف منفرد (مع الأوركسترا)
- 1974 بيتهوفن: حفلة البيانو الموسيقية (فلاديمير أشكنازي، وسير جورج سولتي وأوركسترا شيكاغو)

جائزة جرامي لأفضل عزف موسيقى الحجرة
- 1979 بيتهوفن: سوناتات الكمان والبيانو (اسحق بيرلمان(Itzhak Perlman) وفلاديمير أشكنازي)
- 1982 تشايكوفسكي: (Pyotr Ilyich Tchaikovsky) بيانو ثلاثي في سلم موسيقي ثانوي (فلاديمير أشكنازي، اسحق بيرلمان، لين هاريل) (Lynn Harrell)
- 1988 بيتهوفن: بيانو ثلاثي كامل (فلاديمير أشكنازي، واسحق بيرلمان ولين هاريل)

جائزة غرامي لأفضل أداء عازف منفرد
- 1986 رافيل: (Maurice Ravel) غاسبار دي لا نوي؛ بافان بور أون إنفانت ديفونت؛ (Pavane pour une infante défunte)Valses nobles et sentimentales
- 2000 شوستاكوفيتش: (Dmitri Shostakovich) 24 مقدمة وفوغا، Op. 87

## وصلات خارجية
- فلاديمير أشكنازي على موقع IMDb (الإنجليزية)
- فلاديمير أشكنازي على موقع الموسوعة البريطانية (الإنجليزية)
- فلاديمير أشكنازي على موقع مونزينجر (الألمانية)
- فلاديمير أشكنازي على موقع ميوزك برينز (الإنجليزية)
- فلاديمير أشكنازي على موقع إن إن دي بي (الإنجليزية)
- فلاديمير أشكنازي على موقع أول ميوزيك (الإنجليزية)
- فلاديمير أشكنازي على موقع ديسكوغز (الإنجليزية)
- فلاديمير أشكنازي على موقع قاعدة بيانات الفيلم (الإنجليزية)

- Vladimir Ashkenazy نسخة محفوظة 8 يوليو 2006 على موقع واي باك مشين. at the سانت بطرسبرغ Philharmonic Orchestra
- فلاديمير أشكنازي at the Philharmonia Orchestra، لندن
- Piano Competitions & Music Competitions by Bakitone International
- An interview with Ashkenazy on Shostakovich
- Classical Archives Interview